# NGC 5911
NGC 5911 (również PGC 54731) – galaktyka spiralna (S0-a), znajdująca się w gwiazdozbiorze Węża. Odkrył ją Édouard Jean-Marie Stephan 5 czerwca 1880 roku.